# Emeri Johannes van Donzel
Emericus Joannes van Donzel  (Nieuwstadt (Países Bajos), 5 de julio de 1925−Wassenaar (Países Bajos), 29 de octubre de 2017) fue un historiador neerlandés especializado en el Oriente Medio, con intereses particulares en Etiopía y la interacción entre el mundo islámico y el cristianismo.
Fue director del Instituto Neerlandés para el Cercano Oriente y editor en jefe de la Enciclopedia del Islam, por lo que es más ampliamente conocido. Recibió la Akademiepenning de la Real Academia de las Artes y las Ciencias de los Países Bajos, un doctorado honorario de la Universidad de Hamburgo y la medalla de Oficial de la Orden de Orange-Nassau.